# Alfred Heyman
Alfred Heyman, född 15 juli 1845 i Göteborg, död 25 maj 1918, var en svensk köpman och direktör. 

## Yrkesliv
Heyman hade studerat på Göthildaskolan i Göteborg innan han fortsatte sina handelsstudier utomlands. 1871 inträdde Alfred Heyman som delägare i familjeföretaget, handelsfirman H.J. Heyman & Co. i Göteborg. I över 55 år var Alfred Heyman verksam där och innehavare av firman i 47 år, 1871-1918. Mellan 1897 och 1904 var Alfred Heyman ensam innehavare sedan hans bror Charles Heyman avlidit. Under åren då bröderna drev firman var Alfred ansvarig för inköpen och Charles för försäljningen. Alfred Heyman var från 1905 innehavare av firman tillsammans med sin son Carl Erik Heyman fram till Alfreds död 1918.

## Familj
Alfred Heyman tillhörde den judiska släkten Heyman som kom till Göteborg från Mecklenburg under tidigt 1800-talet. Han var son till Edvard Jacob Heyman (1811–1882) och äldre bror till Charles Heyman (1851-1897). 20 december 1872 gifte sig Alfred Heyman med Alice Moss (1853–1916). De fick sju barn tillsammans: Harald Heyman (1873–1947), Carl Erik Heyman (1875–1937), Walter Heyman (1876-?), Edvard Heyman (1877-1910), Kurt Heyman (1880-1951), Sixten Heyman (1884-1927) och Gladys Heyman, gift Nystroem (1892-1946).